# Endopleura uchi
Endopleura uchi ist ein Baum in der Familie der Humiriaceae aus dem nördlichen Brasilien bis Venezuela und Bolivien. Es ist die einzige Art der Gattung Endopleura.

## Beschreibung
Endopleura uchi wächst als immergrüner Baum bis zu 30 Meter hoch. Der Stammdurchmesser erreicht etwa 60–90 Zentimeter. Die bräunlich-graue Borke ist glatt und leicht rissig.
Die einfachen, kurz gestielten und ledrigen, fast kahlen Laubblätter sind wechselständig. Der schwach geflügelte Blattstiel ist 1–2,5 Zentimeter lang. Die bespitzten bis geschwänzten oder spitzen, am Rand feingesägten, -gekerbten Blätter sind eilanzettlich oder länglich bis lanzettlich bis verkehrt-eilanzettlich, sie sind 10–20 Zentimeter lang und 3–8 Zentimeter breit. Die Nervatur ist gefiedert mit undeutlichen, feinen Seitenadern.
Es werden achselständige, sehr kurze und zymös-rispige, kurzhaarige Blütenstände gebildet. Die duftenden, sehr kleinen und zwittrigen, kurz gestielten Blüten sind grünlich-weißlich mit doppelter Blütenhülle. Es sind sehr kleine, beständige Vor- und Tragblätter vorhanden. Die minimalen, rundlichen 5 feinborstigen Kelchblätter sind fast frei. Die 5 schmal-eiförmigen, freien und dicklichen, außen feinborstigen Petalen sind bis 3,5 Millimeter lang. Es sind 20–30 ungleich lange, kurze und am Grund verwachsene Staubblätter, mit papillösen, dicklichen Staubfäden vorhanden, 10 sind lang und die anderen, alternierenden, mit verschiedenen Antheren, sind kürzer. Der kugelige, fünfkammerige und kahle Fruchtknoten ist oberständig mit einem relativ kurzen Griffel mit kopfiger, gelappter Narbe. Es ist ein zehnzipfliger Diskus am Grund des Fruchtknotens vorhanden.
Es werden grünliche bis gelbe, bräunlich gefleckte bis bräunliche, eiförmige bis ellipsoide, etwa 4–7 Zentimeter lange, glatte und mehrsamige, dünnledrige Steinfrüchte gebildet. Der skulptierte, holzige und längsrippige Steinkern enthält 2–3 Samen und ist sehr hart. Die Samen sind länglich und 2–3 Zentimeter lang.

## Taxonomie
Die Erstbeschreibung des Basionym Sacoglottis uchi erfolgte 1898 durch Jakob E. Huber in Bol. Mus. Paraense Hist. Nat. Ethnogr. 2: 489. Die Umteilung in die neue Gattung Endopleura erfolgte 1961 durch José Cuatrecasas in Contr. U.S. Natl. Herb. 35: 81.

## Verwendung
Die Früchte (Uxi, Uchi) mit harzig-öligem und mehlig-granulösem, gelbem Fruchtfleisch sind essbar. Ähnlich sind die Früchte von Duckesia verrucosa.
Das schwere und beständige Holz wird für einige Anwendungen genutzt.